# Joseph McCormick
Pour les articles homonymes, voir McCormick.
Joseph Medill McCormick, plus connu sous le nom de Medill, né le 16 mai 1877 et mort le 25 février 1925, est un homme politique américain, membre du Parti républicain et sénateur de l'Illinois de 1919 à 1925.

## Biographie
Il est le fils du diplomate Robert Sanderson McCormick, le mari de la femme politique Ruth Hanna McCormick et le père de l'éleveuse de chevaux Bazy Tankersley.